# Litoral Fútbol Club
El Litoral FC fue un equipo de fútbol profesional de Venezuela para el litoral de La Guaira, con sede en Caracas.

## Historia
El primer equipo llamado Litoral de La Guaira fue el "Litoral OSP" (Oficina de Servicios Portuarios), que en 1935 empezó sus actuaciones y ya en 1937 logró ganar la "Copa Venezuela". Sucesivamente ganó también el campeonato amateur del fútbol venezolano en 1941, doblando su suceso en la Copa Venezuela. Conquistó también el título de Vicecampeón del fútbol venezolano en 1937, 1938, 1939 y 1943. En 1952 ganó el "Torneo de Ascenso".
Este primer Litoral OSP desapareció en 1953, para reaparecer una docena de años después como el "Litoral FC".

Litoral jugó tres temporadas en la Liga Mayor (1966-68). El equipo costero debutó el 31 de julio de 1966 en el torneo profesional con una derrota por 3-0 ante Aragua FC. Al final de 24 jornadas, los playeros ocuparon el 8° lugar y dejaron el sótano al Nacional FC. En 1967 lo hizo mucho mejor y fue quinto de la tabla entre nueve equipos. Pero en 1968 solo ganó un partido (9-2 frente al Aragua FC en el debut) y en sus últimos 17 juegos registró cinco empates y 12 derrotas. Los malos resultados y el poco apoyo económico se aliaron para ponerle fin al Litoral en 1968. 

En 1966 un grupo de empresarios guaireños (y miembros de la comunidad italiana de La Guaira y Macuto) fundó el "Litoral FC", que no pudo obtener los resultados anteriores del Litoral OSP. En el torneo de 1967 el Litoral FC obtuvo un quinto lugar en la clasificación final y ese fue el mejor resultado de su reaparición. 
Después de solamente tres años de competencias el equipo fue disuelto, por problemas económicos y por falta de público.